# Guido Hebert
Guido Hebert (1900, Drážďany, Německo – ?) byl německý malíř. Byl jedním z mnoha německých umělců, jejichž dílo bylo v roce 1933 odsouzeno jako zvrhlé umění. Místo a datum jeho smrti nebylo nikdy zjištěno.

## Život a dílo
Muzeum umění v Drážďanech mělo ve svém archivu jeho dvě olejomalby, které zmizely. Není jasné, zda byly obrazy zničeny během nacistické očisty, nebo se ztratily během bombardování spojenců. V archivu Svobodné univerzity Berlín je evidováno celkem pět jeho děl, dva obrazy doplňuje ilustrační černobílá fotografie. Díla byla ve sbírkách drážďanského městského muzea nebo drážďanské Státní obrazové galerie. U některých z nich je uvedeno datum ztráty 12. srpna 1937 z důvodu zabavení.